# Юришево
Юришево (пол. Juryszewo) — село в Польщі, у гміні Радзаново Плоцького повіту Мазовецького воєводства.
Населення — 202 особи (2011).
У 1975-1998 роках село належало до Плоцького воєводства.

## Демографія
Демографічна структура станом на 31 березня 2011 року:
|          | Загалом | Допрацездатний вік | Працездатний вік | Постпрацездатний вік |
| -------- | ------- | ------------------ | ---------------- | -------------------- |
| Чоловіки | 100     | 15                 | 75               | 10                   |
| Жінки    | 102     | 13                 | 63               | 26                   |
| Разом    | 202     | 28                 | 138              | 36                   |